# Frédéric Geoffroy
Frédéric Geoffroy est un boxeur français né le 3 mars 1960 à Nemours.

## Carrière
Champion du monde militaire en 1979, il a remporté la médaille de bronze aux championnats d'Europe de boxe amateur 1981. Il est également devenu champion de France professionnel dans la catégorie poids légers entre 1983 et 1985, échouant pour le titre européen EBU le 26 avril 1985 face à l'allemand Rene Weller. 
Geoffroy met un terme prématuré à sa carrière l'année suivante en raison d'un déchirement de la rétine.